# Gronik (Kościelisko)
Gronik – część wsi Kościelisko w Polsce w województwie małopolskim, w powiecie tatrzańskim,  w gminie Kościelisko.
Znajduje się nieco na północny zachód od wylotu Doliny Małej Łąki, poniżej szosy Zakopane – Kiry, a po zachodniej stronie Małołąckiego Potoku. Przed II wojną światową na Groniku znajdował się ośrodek dla młodzieży polonijnej, w którym wpajano młodzieży wychowanej za granicą miłość do Polski. Po wojnie zlokalizowano tutaj Wojskowy Ośrodek Szkoleniowo-Kondycyjny zajmujący się m.in. szkoleniem pilotów. 
Dawniej używano nazwy Nędzów Gronik. Nazwa ta była w użyciu jeszcze w roku 1930. To tutaj według Kazimierza Przerwy-Tetmajera mieszkał legendarny zbójnik Janosik Nędza Litmanowski. Jest to jednak tylko legenda, faktycznie Janosik był Słowakiem i na Groniku nie mieszkał.
W latach 1975–1998 Gronik administracyjnie należał do województwa nowosądeckiego.
Przy szosie jest przystanek komunikacyjny (Gronik). Po południowej stronie szosy, na obrzeżu Tatrzańskiego Parku Narodowego znajduje się niewielki, należący do parku parking i punkt pobierania opłat za wstęp do parku, nieco dalej, już w obrębie parku gajówka Mała Łąka. Dla turystów miejsce to stanowi jeden z punktów startowych do zwiedzania Tatr. 

## Szlaki turystyczne
– Droga pod Reglami (szlak turystyki pieszej, rowerowej i nartostrada)
 – żółty pieszy z Gronika przez Szatrę, Wielką Polanę Małołącką i Kondracką Przełęcz na Kopę Kondracką. Czas przejścia 3.30 h, ↓ 2:35 h